# Marvel Games
A Marvel Games é a marca de publicação de jogos eletrônicos baseados nas propriedades da Marvel Comics e também é a divisão de jogos eletrônicos da Disney Interactive. Antes da incorporação da Marvel Games, os jogos baseados em propriedades da Marvel lançados entre 1982 e 1985 eram administrados pelo Marvel Comics Group, com os jogos eletrônicos da Marvel de 1986 a 1998 sendo administrados pelo Marvel Entertainment Group, enquanto os jogos baseados em propriedades da Marvel anteriores à incorporação da Marvel Games foi feita diretamente pela Marvel Enterprises.

## História
Fundada em março de 2009, a publicadora lida com o licenciamento de propriedades intelectuais da Marvel para desenvolvedores e editores de jogos eletrônicos. Após a aquisição da Marvel Entertainment pela The Walt Disney Company no final daquele ano, os ativos da Marvel Games foram integrados à Disney Interactive, enquanto a divisão em si permaneceu sob a Marvel Entertainment.
A marca Marvel Games foi revivida depois que a Disney descontinuou seus negócios de mídia interativa como desenvolvedora e editora primária, fechando a Disney Interactive Studios, optando por licenciar suas propriedades intelectuais para jogos eletrônicos. Desde então, a Marvel Games está envolvida com a publicação e distribuição de todos os jogos relacionados à Marvel com terceiros.

## Lista de jogos da Marvel

### década de 1980
| Título                                                            | Data | Propriedade         | Plataforma(s) | Publicadora(s)                       | Ref         |
| ----------------------------------------------------------------- | ---- | ------------------- | --- | ------------------------------------ | ----------- |
| Spider-Man                                                        | 1982 | Homem-Aranha        | Atari 2600 | Parker Brothers                      | [ 3 ]       |
| Questprobe featuring The Hulk                                     | 1984 | Hulk                | Apple II, Atari 8-bit, BBC Micro, navegador, Commodore 16, Commodore Plus/4, Commodore 64, DOS, Dragon 32/64, Acorn Electron, ZX Spectrum  | Adventure International              | [ 4 ]       |
| Questprobe featuring Spider-Man                                   | 1984 | Homem-Aranha        | Apple II, Atari 8-bit, Atari ST, BBC Micro, navegador, Commodore 16, Commodore Plus/4, Commodore 64, DOS, Acorn Electron, ZX Spectrum, MSX | Adventure International              | [ 5 ]       |
| Questprobe: Featuring Human Torch and the Thing                   | 1985 | Quarteto Fantástico | Amstrad CPC, Apple II, Atari 8-bit, Commodore 64, DOS, Acorn Electron, ZX Spectrum                                                         | Adventure International              | [ 6 ]       |
| Howard the Duck                                                   | 1986 | Howard, o Pato      | Amstrad CPC, Apple II, Commodore 64, MSX, ZX Spectrum                                                                                      | Activision                           |             |
| Captain America in: The Doom Tube of Dr. Megalomann               | 1987 | Capitão América     | Atari ST, Amiga, Amstrad CPC, Commodore 64, ZX Spectrum                                                                                    | Mikro-Gen                            | [ 7 ]       |
| The Amazing Spider-Man and Captain America in Dr. Doom's Revenge! | 1989 | crossover           | Amiga, Amstrad CPC, Atari ST, Commodore 64, DOS, ZX Spectrum                                                                               | Empire Interactive, Paragon Software | [ 7 ]       |
| The Uncanny X-Men                                                 | 1989 | X-Men               | NES | LJN                                  | [ 8 ] [ 9 ] |
| X-Men: Madness in Murderworld                                     | 1989 | X-Men               | DOS, Commodore 64, Amiga | Paragon Software                     | [ 9 ]       |

### década de 1990
| Título                                                   | Data | Propriedade                                     | Plataforma(s)                                      | Publicadora(s)                          | Ref          |
| -------------------------------------------------------- | ---- | ----------------------------------------------- | -------------------------------------------------- | --------------------------------------- | ------------ |
| X-Men II: The Fall of the Mutants                        | 1990 | X-Men                                           | DOS                                                | Paragon Software                        | [ 9 ]        |
| The Amazing Spider-Man                                   | 1990 | Homem-Aranha                                    | Amiga, DOS, Commodore 64, Atari ST                 | Paragon Software                        | [ 10 ]       |
| Silver Surfer                                            | 1990 | Surfista Prateado                               | NES                                                | Arcadia Systems                         | [ 11 ]       |
| The Amazing Spider-Man                                   | 1990 | Homem-Aranha                                    | Game Boy                                           | Acclaim Entertainment, Nintendo         | [ 11 ]       |
| Spider-Man vs. The Kingpin                               | 1990 | Homem-Aranha                                    | Genesis, Master System, Game Gear, Sega CD         | Sega                                    | [ 12 ]       |
| The Punisher                                             | 1990 | Justiceiro                                      | NES                                                | Acclaim Entertainment                   | [ 13 ]       |
| The Punisher                                             | 1990 | Justiceiro                                      | Amiga, Atari ST, DOS                               | MicroProse                              | [ 14 ]       |
| The Punisher: The Ultimate Payback!                      | 1991 | Justiceiro                                      | Game Boy                                           | Acclaim Entertainment                   | [ 15 ]       |
| Wolverine                                                | 1991 | Wolverine                                       | NES                                                | Acclaim Entertainment                   | [ 8 ]        |
| Captain America and The Avengers                         | 1991 | Vingadores                                      | Arcade, NES, SNES, Genesis, Game Gear, Game Boy    | Data East, Mindscape                    | [ 7 ]        |
| Spider-Man: The Video Game                               | 1991 | Homem-Aranha                                    | Arcade                                             | Sega                                    | [ 12 ]       |
| The Amazing Spider-Man 2                                 | 1992 | Homem-Aranha                                    | Game Boy                                           | Acclaim Entertainment                   | [ 12 ]       |
| Spider-Man: Return of the Sinister Six                   | 1992 | Homem-Aranha                                    | NES, Master System, Game Gear                      | Acclaim Entertainment                   | [ 16 ]       |
| Spider-Man and the X-Men in Arcade's Revenge             | 1992 | crossover                                       | Genesis, SNES, Game Boy, Game Gear                 | Acclaim Entertainment                   | [ 8 ] [ 9 ]  |
| X-Men                                                    | 1992 | X-Men                                           | Arcade, PlayStation 3, Xbox 360, iOS, Android      | Konami                                  | [ 17 ] [ 9 ] |
| The Amazing Spider-Man 3: Invasion of the Spider-Slayers | 1993 | Homem-Aranha                                    | Game Boy                                           | Acclaim Entertainment                   | [ 18 ]       |
| The Punisher                                             | 1993 | Justiceiro                                      | Arcade, Genesis                                    | Capcom                                  | [ 19 ]       |
| X-Men                                                    | 1993 | X-Men                                           | Genesis                                            | Sega                                    | [ 9 ]        |
| X-Men 2: Clone Wars                                      | 1994 | X-Men                                           | Genesis                                            | Sega                                    | [ 9 ]        |
| The Amazing Spider-Man: Lethal Foes                      | 1994 | Homem-Aranha                                    | Super Famicom                                      | Epoch Co.                               | [ 12 ]       |
| The Incredible Hulk                                      | 1994 | Hulk                                            | SNES, Genesis, Master System, Game Gear            | U.S. Gold                               | [ 20 ]       |
| Wolverine: Adamantium Rage                               | 1994 | Wolverine                                       | Genesis, SNES                                      | Acclaim Entertainment                   | [ 21 ]       |
| Spider-Man and Venom: Maximum Carnage                    | 1994 | Homem-Aranha/Venom                              | Genesis, SNES                                      | Acclaim Entertainment                   | [ 7 ]        |
| X-Men: Children of the Atom                              | 1994 | X-Men (Participação: Akuma do Street Fighter)   | Arcade, Sega Saturn, DOS, PlayStation              | Capcom, Acclaim Entertainment           | [ 9 ]        |
| X-Men                                                    | 1994 | X-Men                                           | Game Gear                                          | Sega                                    | [ 9 ]        |
| Venom/Spider-Man: Separation Anxiety                     | 1995 | Homem-Aranha/Venom                              | SNES, Genesis, Microsoft Windows                   | Acclaim Entertainment                   | [ 22 ]       |
| X-Men: Gamesmaster's Legacy                              | 1995 | X-Men                                           | Game Gear                                          | Sega                                    | [ 9 ]        |
| Spider-Man                                               | 1995 | Homem-Aranha                                    | Genesis, SNES                                      | Acclaim Entertainment                   | [ 23 ]       |
| Avengers in Galactic Storm                               | 1995 | Vingadores                                      | Arcade                                             | Data East                               | [ 24 ]       |
| X-Men: Mutant Apocalypse                                 | 1995 | X-Men                                           | SNES                                               | Capcom                                  | [ 9 ]        |
| Marvel Super Heroes                                      | 1995 | crossover (Participação: Anita do Darkstalkers) | Arcade, Sega Saturn, PlayStation                   | Capcom, Virgin Interactive              | [ 7 ]        |
| Marvel Super Heroes In War of the Gems                   | 1996 | crossover                                       | SNES                                               | Capcom                                  | [ 25 ]       |
| X-Men vs. Street Fighter                                 | 1996 | X-Men crossover                                 | Arcade, Sega Saturn, PlayStation                   | Capcom, Virgin Interactive              | [ 9 ]        |
| The Amazing Spider-Man: Web of Fire                      | 1996 | Homem-Aranha                                    | Sega 32X                                           | Sega                                    | [ 26 ]       |
| Spider-Man: The Sinister Six                             | 1996 | Homem-Aranha                                    | DOS, Microsoft Windows                             | Byron Priess Multimedia                 | [ 27 ]       |
| X-Men: Mojo World                                        | 1996 | X-Men                                           | Game Gear, Master System                           | Sega                                    | [ 9 ]        |
| Iron Man and X-O Manowar in Heavy Metal                  | 1996 | Homem de Ferro, crossover                       | PlayStation, Sega Saturn, Game Boy, Game Gear, DOS | Acclaim Entertainment                   | [ 28 ]       |
| The Incredible Hulk: The Pantheon Saga                   | 1996 | Hulk                                            | PlayStation, Sega Saturn, MS-DOS                   | Eidos Interactive                       | [ 11 ]       |
| Fantastic Four                                           | 1997 | Quarteto Fantástico                             | PlayStation                                        | Acclaim Entertainment                   | [ 11 ]       |
| Marvel Super Heroes vs. Street Fighter                   | 1997 | crossover                                       | Arcade, Sega Saturn, PlayStation                   | Capcom                                  | [ 29 ]       |
| Men in Black: The Game                                   | 1997 | The Men in Black                                | Microsoft Windows, PlayStation                     | Gigawatt Studios, SouthPeak Interactive | [ 30 ]       |
| X-Men: The Ravages of Apocalypse                         | 1997 | X-Men                                           | Microsoft Windows, MS-DOS, Linux, Mac OS           | WizardWorks                             | [ 9 ]        |
| Marvel vs. Capcom: Clash of Super Heroes                 | 1998 | crossover                                       | Arcade, PlayStation, Dreamcast                     | Capcom, Virgin Interactive              | [ 7 ]        |

### década de 2000
| Título                                    | Data | Propriedade                        | Plataforma(s) | Publicadora(s)             | Ref          |
| ----------------------------------------- | ---- | ---------------------------------- | --- | -------------------------- | ------------ |
| X-Men: Mutant Academy                     | 2000 | X-Men                              | PlayStation, Game Boy Color | Activision                 | [ 8 ] [ 9 ]  |
| Spider-Man                                | 2000 | Homem-Aranha                       | Dreamcast, Mac OS, Nintendo 64, PlayStation, Microsoft Windows, Game Boy Color                                                                 | Activision                 | [ 31 ]       |
| Blade                                     | 2000 | Blade                              | Game Boy Color, PlayStation | Activision                 | [ 32 ]       |
| X-Men: Mutant Wars                        | 2000 | X-Men                              | Game Boy Color | Activision                 | [ 9 ]        |
| Marvel vs. Capcom 2: New Age of Heroes    | 2000 | crossover                          | Arcade, Dreamcast, PlayStation 2, Xbox, PlayStation 3, Xbox 360                                                                                | Capcom, Virgin Interactive | [ 17 ]       |
| X-Men: Wolverine's Rage                   | 2001 | X-Men                              | Game Boy Color | Activision                 | [ 9 ]        |
| Spider-Man 2: The Sinister Six            | 2001 | Homem-Aranha                       | Game Boy Color | Activision                 | [ 33 ]       |
| Spider-Man 2: Enter Electro               | 2001 | Homem-Aranha                       | PlayStation | Activision                 | [ 34 ]       |
| X-Men: Mutant Academy 2                   | 2001 | X-Men (Participação: Homem-Aranha) | PlayStation | Activision                 | [ 9 ]        |
| Spider-Man: Mysterio's Menace             | 2001 | Homem-Aranha                       | Game Boy Advance | Activision                 | [ 35 ]       |
| X-Men: Reign of Apocalypse                | 2001 | X-Men                              | Game Boy Advance | Activision                 | [ 9 ]        |
| Men in Black: The Series – Crashdown      | 2001 | The Men in Black                   | PlayStation | Infogrames                 | [ 36 ]       |
| Men in Black II: Alien Escape             | 2002 | The Men in Black                   | GameCube, PlayStation 2 | Infogrames                 | [ 37 ]       |
| Spider-Man                                | 2002 | Homem-Aranha                       | PlayStation 2, GameCube, Xbox, Game Boy Advance, Microsoft Windows                                                                             | Activision                 | [ 38 ]       |
| X-Men: Next Dimension                     | 2002 | X-Men                              | PlayStation 2, Xbox, GameCube | Activision                 | [ 9 ]        |
| Blade II                                  | 2002 | Blade                              | PlayStation 2, Xbox | Activision                 | [ 39 ]       |
| The Invincible Iron Man                   | 2002 | Homem de Ferro                     | Game Boy Advance | Activision                 | [ 40 ]       |
| Daredevil                                 | 2003 | Demolidor                          | Game Boy Advance | Encore, Inc.               | [ 41 ]       |
| The Incredible Hulk                       | 2003 | Hulk                               | Game Boy Advance | Universal Interactive      | [ 42 ]       |
| Hulk                                      | 2003 | Hulk                               | GameCube, PlayStation 2, Xbox, Microsoft Windows                                                                                               | Universal Interactive      | [ 43 ]       |
| X2: Wolverine's Revenge                   | 2003 | X-Men                              | GameCube, Mac OS X, PlayStation 2, Microsoft Windows, Xbox, Game Boy Advance                                                                   | Activision                 | [ 8 ] [ 9 ]  |
| Spider-Man 2                              | 2004 | Homem-Aranha                       | GameCube, Microsoft Windows, PlayStation 2, Xbox, Game Boy Advance, N-Gage, Mac OS X, Nintendo DS, PlayStation Portable                        | Activision, MacPlay, Taito | [ 17 ]       |
| Blade: Trinity                            | 2004 | Blade                              | BREW, J2ME | Mforma                     | [ 44 ]       |
| X-Men Legends                             | 2004 | X-Men                              | PlayStation 2, GameCube, Xbox, N-Gage | Activision                 | [ 45 ] [ 9 ] |
| X-Men Legends II: Rise of Apocalypse      | 2005 | X-Men                              | GameCube, Microsoft Windows, N-Gage, PlayStation 2, PlayStation Portable, Xbox, telefone celular                                               | Activision                 | [ 45 ] [ 9 ] |
| Fantastic Four                            | 2005 | Quarteto Fantástico                | PlayStation 2, Xbox, GameCube, Microsoft Windows, Game Boy Advance                                                                             | Activision                 | [ 46 ]       |
| Fantastic Four: Flame On                  | 2005 | Quarteto Fantástico                | Game Boy Advance | Activision                 | [ 47 ]       |
| Ultimate Spider-Man                       | 2005 | Homem-Aranha Ultimate              | Nintendo DS, GameCube, PlayStation 2, Xbox, Microsoft Windows, Game Boy Advance                                                                | Activision                 | [ 17 ]       |
| Elektra                                   | 2005 | Elektra                            | Telefone celular | Mforma                     | [ 48 ]       |
| The Punisher                              | 2005 | Justiceiro                         | PlayStation 2, Xbox, Microsoft Windows, telefone celular                                                                                       | THQ                        | [ 17 ]       |
| The Incredible Hulk: Ultimate Destruction | 2005 | Hulk                               | PlayStation 2, Xbox, GameCube | Vivendi Universal Games    | [ 17 ]       |
| Marvel Nemesis: Rise of the Imperfects    | 2005 | crossover                          | GameCube, PlayStation 2, PlayStation Portable, Nintendo DS, Xbox                                                                               | Electronic Arts            | [ 11 ]       |
| X-Men: The Official Game                  | 2006 | X-Men                              | Game Boy Advance, Microsoft Windows, Nintendo DS, GameCube, PlayStation 2, Xbox, Xbox 360                                                      | Activision                 | [ 8 ] [ 9 ]  |
| Marvel: Ultimate Alliance                 | 2006 | crossover                          | Xbox, PlayStation 2, Microsoft Windows, Xbox 360, Game Boy Advance, PlayStation Portable, Wii, PlayStation 3, PlayStation 4, Xbox One          | Activision                 | [ 17 ]       |
| Spider-Man: Battle for New York           | 2006 | Homem-Aranha                       | Game Boy Advance, Nintendo DS | Activision                 | [ 49 ]       |
| Spider-Man 3                              | 2007 | Homem-Aranha                       | Game Boy Advance, Microsoft Windows, Nintendo DS, PlayStation 2, PlayStation 3, PlayStation Portable, Wii, Xbox 360, TV game, telefone celular | Activision                 | [ 50 ]       |
| Fantastic Four: Rise of the Silver Surfer | 2007 | Quarteto Fantástico                | Nintendo DS, Wii, Xbox 360, PlayStation 2, PlayStation 3                                                                                       | 2K Games                   | [ 51 ]       |
| Ghost Rider                               | 2007 | Motoqueiro Fantasma                | PlayStation 2, PlayStation Portable, Game Boy Advance                                                                                          | 2K Games                   | [ 52 ]       |
| Spider-Man: Friend or Foe                 | 2007 | Homem-Aranha                       | Xbox 360, PlayStation 2, Nintendo DS, Wii, Microsoft Windows, PlayStation Portable                                                             | Activision                 | [ 53 ]       |
| Iron Man                                  | 2008 | Homem de Ferro                     | PlayStation 2, PlayStation 3, PlayStation Portable, Wii, Nintendo DS, Xbox 360, Microsoft Windows, telefone celular                            | Sega                       | [ 54 ]       |
| The Incredible Hulk                       | 2008 | Hulk                               | Nintendo DS, PlayStation 2, PlayStation 3, Wii, Microsoft Windows, Xbox 360                                                                    | Sega                       | [ 55 ]       |
| Spider-Man: Web of Shadows                | 2008 | Homem-Aranha                       | Microsoft Windows, Nintendo DS, PlayStation 2, PlayStation 3, PlayStation Portable, Xbox 360, Wii                                              | Activision                 | [ 56 ]       |
| X-Men Origins: Wolverine                  | 2009 | X-Men                              | Microsoft Windows, Nintendo DS, PlayStation 2, PlayStation 3, PlayStation Portable, Xbox 360, Wii                                              | Activision                 | [ 45 ] [ 9 ] |
| The Punisher: No Mercy                    | 2009 | Justiceiro                         | PlayStation 3 (Não está mais disponível na PSN desde 2011)                                                                                     | Zen Studios                | [ 57 ]       |
| Marvel Super Hero Squad                   | 2009 | crossover                          | Nintendo DS, Wii, PlayStation 2, PlayStation Portable                                                                                          | THQ                        | [ 45 ]       |
| Marvel: Ultimate Alliance 2               | 2009 | crossover                          | PlayStation 3, Xbox 360, Wii, DS, PSP, PlayStation 4, Xbox One, Microsoft Windows                                                              | Activision                 | [ 45 ]       |
| Spider-Man: Toxic City                    | 2009 | Homem-Aranha                       | Telefone celular | Marvel Comics              | [ 58 ]       |

### década de 2010
| Título                                                  | Data | Propriedade                   | Plataforma(s) | Publicadora(s)                                                      | Ref             |
| ------------------------------------------------------- | ---- | ----------------------------- | --- | ------------------------------------------------------------------- | --------------- |
| Iron Man 2                                              | 2010 | Homem de Ferro                | PlayStation 3, Wii, Xbox 360, PlayStation Portable, Nintendo DS, iOS, BlackBerry                                                            | Sega/Gameloft                                                       | [ 59 ]          |
| Spider-Man: Shattered Dimensions                        | 2010 | Homem-Aranha                  | Xbox 360, PlayStation 3, Microsoft Windows, Wii, Nintendo DS                                                                                | Activision                                                          | [ 60 ]          |
| Marvel Super Hero Squad: The Infinity Gauntlet          | 2010 | crossover                     | Xbox 360, PlayStation 3, Wii, Nintendo DS, Nintendo 3DS                                                                                     | THQ                                                                 | [ 61 ]          |
| Marvel Super Heroes 3D: Grandmaster’s Challenge         | 2010 | crossover                     | Wii | BigBen Interactive, Neko Entertainment                              | [ 62 ]          |
| Marvel Pinball                                          | 2010 | crossover                     | Nintendo 3DS, PlayStation 3, PlayStation Vita, Xbox 360 (disponível como uma DLC através do Pinball FX 2 no Xbox 360)                       | Zen Studios                                                         | [ 63 ]          |
| Ultimate Spider-Man: Total Mayhem                       | 2010 | Homem-Aranha                  | Android, iOS | Gameloft                                                            | [ 64 ]          |
| Marvel vs. Capcom 3: Fate of Two Worlds                 | 2011 | crossover                     | PlayStation 3, Xbox 360 | Capcom                                                              | [ 65 ]          |
| Marvel Super Hero Squad Online                          | 2011 | crossover                     | Microsoft Windows | The Amazing Society, Gazillion Entertainment                        | [ 66 ]          |
| Thor: God of Thunder                                    | 2011 | Thor                          | PlayStation 3, Xbox 360, Nintendo DS, Wii, Nintendo 3DS                                                                                     | Sega                                                                | [ 45 ]          |
| Thor: Son of Asgard                                     | 2011 | Thor                          | iOS | Marvel Games                                                        | [ 67 ]          |
| Captain America: Super Soldier                          | 2011 | Capitão América               | PlayStation 3, Xbox 360, Wii, Nintendo DS, Nintendo 3DS                                                                                     | Sega                                                                | [ 7 ]           |
| Captain America: Sentinel of Liberty                    | 2011 | Capitão América               | Android, iOS | Marvel Games                                                        | [ 68 ]          |
| Spider-Man: Edge of Time                                | 2011 | Homem-Aranha                  | Nintendo DS, PlayStation 3, Wii, Xbox 360, Nintendo 3DS                                                                                     | Activision                                                          | [ 69 ]          |
| X-Men: Destiny                                          | 2011 | X-Men                         | PlayStation 3, Wii, Xbox 360, Nintendo DS                                                                                                   | Activision                                                          | [ 8 ] [ 9 ]     |
| Marvel Super Hero Squad: Comic Combat                   | 2011 | crossover                     | Xbox 360, PlayStation 3, Wii | THQ                                                                 | [ 70 ]          |
| Ultimate Marvel vs. Capcom 3                            | 2011 | crossover                     | Microsoft Windows, PlayStation 3, Xbox 360, PlayStation Vita, PlayStation 4, Xbox One                                                       | Capcom                                                              | [ 71 ]          |
| Marvel Avengers Alliance                                | 2012 | crossover                     | Facebook, iOS, Android, Microsoft Windows, Playdom.com                                                                                      | Playdom                                                             | [ 45 ]          |
| MIB: Alien Crisis                                       | 2012 | The Men in Black              | Xbox 360, PlayStation 3, Wii | FunLabs                                                             | [ 72 ]          |
| Men in Black 3                                          | 2012 | The Men in Black              | Android, iOS | Gameloft                                                            | [ 73 ]          |
| The Amazing Spider-Man                                  | 2012 | Homem-Aranha                  | Nintendo DS, PlayStation 3, Wii, Wii U, Xbox 360, Nintendo 3DS, Microsoft Windows, Android, iOS                                             | Activision/Gameloft                                                 | [ 74 ]          |
| Marvel vs. Capcom Origins                               | 2012 | crossover                     | PlayStation 3, Xbox 360 | Capcom                                                              | [ 75 ]          |
| Marvel: War of Heroes                                   | 2012 | crossover                     | Android, iOS | Mobage                                                              | [ 76 ]          |
| Marvel Avengers: Battle for Earth                       | 2012 | crossover                     | Wii U, Xbox 360 (Kinect) | Ubisoft Quebec                                                      | [ 77 ]          |
| Avengers: Initiative                                    | 2012 | Vingadores                    | Android, iOS | Marvel Games                                                        | [ 78 ]          |
| Iron Man 3: The Official Game                           | 2013 | Homem de Ferro                | Android, iOS | Gameloft                                                            | [ 79 ]          |
| Marvel Heroes                                           | 2013 | crossover                     | Microsoft Windows, OS X | Gazillion Entertainment                                             | [ 45 ]          |
| Deadpool                                                | 2013 | Deadpool                      | PlayStation 3, PlayStation 4, Xbox 360, Xbox One, Microsoft Windows                                                                         | Activision                                                          | [ 17 ]          |
| Marvel Puzzle Quest                                     | 2013 | crossover                     | PlayStation 3, PlayStation 4, Xbox 360, Xbox One, Android, iOS, Microsoft Windows, Amazon Kindle                                            | Demiurge Studios                                                    | [ 80 ]          |
| Lego Marvel Super Heroes                                | 2013 | crossover                     | Android, iOS, Microsoft Windows, Nintendo 3DS, Nintendo DS, OS X, PlayStation 3, PlayStation 4, PlayStation Vita, Wii U, Xbox 360, Xbox One | TT Games, Warner Bros. Interactive Entertainment, Feral Interactive | [ 71 ]          |
| Thor The Dark World: The Official Game                  | 2013 | Thor                          | Android, iOS | Gameloft                                                            | [ 81 ]          |
| X-Men: Battle of the Atom                               | 2014 | X-Men (Participação:Deadpool) | Android, iOS | PlayNext                                                            | [ 82 ]          |
| Captain America: The Winter Soldier – The Official Game | 2014 | Capitão América               | Android, iOS | Gameloft                                                            | [ 83 ]          |
| The Amazing Spider-Man 2                                | 2014 | Homem-Aranha                  | Microsoft Windows, Nintendo 3DS, PlayStation 3, PlayStation 4, Wii U, Xbox 360, Xbox One, iOS, Android                                      | Activision                                                          | [ 45 ]          |
| Kellogg's The Amazing Spider-Man 2                      | 2014 | Homem-Aranha                  | Android, iOS, Windows Phone | Catapult Marketing, Bully! Entertainment, Kellogg Company           | [ 84 ]          |
| Uncanny X-Men: Days of Future Past                      | 2014 | X-Men                         | Android, iOS | GlitchSoft                                                          | [ 9 ]           |
| Spider-Man Unlimited                                    | 2014 | Homem-Aranha                  | Android, iOS, Windows Phone | Gameloft                                                            | [ 85 ]          |
| Disney Infinity 2.0                                     | 2014 | crossover                     | Xbox One, Xbox 360, PlayStation 4, PlayStation 3, PlayStation Vita, Wii U, Microsoft Windows                                                | Disney Interactive Studios                                          | [ 45 ]          |
| Guardians of the Galaxy: The Universal Weapon           | 2014 | Guardiões da Galáxia          | Android, iOS, Windows Phone | Disney Interactive Studios                                          | [ 86 ]          |
| Marvel Disk Wars: The Avengers: Ultimate Heroes         | 2014 | Vingadores                    | Nintendo 3DS | Bandai Namco Entertainment                                          | [ 87 ]          |
| Marvel Contest of Champions                             | 2014 | crossover                     | Android, iOS | Kabam                                                               | [ 88 ]          |
| Marvel: Future Fight                                    | 2015 | crossover                     | Android, iOS | Netmarble Games                                                     | [ 89 ]          |
| Lego Marvel's Avengers                                  | 2016 | crossover                     | Microsoft Windows, Nintendo 3DS, OS X, PlayStation 3, PlayStation 4, PlayStation Vita, Wii U, Xbox 360, Xbox One                            | TT Games, Warner Bros. Interactive Entertainment                    | [ 90 ]          |
| Marvel Avengers Academy                                 | 2016 | crossover                     | Android, iOS | TinyCo                                                              | [ 91 ]          |
| Kellogg's Marvel's Civil War VR                         | 2016 | crossover                     | Android, iOS | Bully! Entertainment, Kellogg Company                               | [ 92 ]          |
| Marvel Tsum Tsum                                        | 2016 | crossover                     | Android, iOS | Xflag                                                               | [ 93 ]          |
| Marvel Heroes Omega                                     | 2017 | crossover                     | PlayStation 4, Xbox One | Gazillion                                                           | [ 94 ] [ 95 ]   |
| Guardians of the Galaxy: The Telltale Series            | 2017 | Guardiões da Galáxia          | Xbox One, PlayStation 4, Android, iOS, Windows, macOS                                                                                       | Telltale Games                                                      | [ 96 ]          |
| Spider-Man: Homecoming - Virtual Reality Experience     | 2017 | Homem-Aranha                  | HTC Vive, Oculus Rift, PlayStation VR | CreateVR                                                            | [ 97 ]          |
| Marvel vs. Capcom: Infinite                             | 2017 | crossover                     | PlayStation 4, Microsoft Windows, Xbox One                                                                                                  | Capcom                                                              | [ 98 ]          |
| Lego Marvel Super Heroes 2                              | 2017 | crossover                     | PlayStation 4, Xbox One, Nintendo Switch, Microsoft Windows                                                                                 | TT Games, Warner Bros. Interactive Entertainment, Feral Interactive | [ 99 ]          |
| Marvel Strike Force                                     | 2018 | crossover                     | Android, iOS | FoxNext                                                             | [ 100 ]         |
| Marvel End Time Arena                                   | 2018 | crossover                     | Microsoft Windows | Smilegate Entertainment                                             | [ 101 ]         |
| Marvel Battle Lines                                     | 2018 | crossover                     | Android, iOS | Nexon                                                               | [ 102 ]         |
| Marvel's Spider-Man                                     | 2018 | Homem-Aranha                  | PlayStation 4, PlayStation 5, Microsoft Windows                                                                                             | Sony Interactive Entertainment                                      | [ 103 ] [ 104 ] |
| Marvel Powers United VR                                 | 2018 | crossover                     | Oculus Rift, Oculus Rift S | Oculus Studios                                                      | [ 105 ]         |
| Spider-Man: Far From Home Virtual Reality Experience    | 2019 | Homem-Aranha                  | HTC Vive, Oculus Rift, PlayStation VR | CreateVR                                                            | [ 106 ]         |
| Marvel Ultimate Alliance 3: The Black Order             | 2019 | crossover                     | Nintendo Switch | Nintendo                                                            | [ 107 ]         |
| Avengers: Damage Control                                | 2019 | crossover                     | N/A | Marvel Studios, ILMxLAB                                             | [ 108 ]         |
| Marvel Super War                                        | 2019 | crossover                     | Android, iOS | NetEase                                                             | [ 109 ]         |

### década de 2020
| Título                                                 | Data | Propriedade                    | Plataforma(s)                                                                               | Desenvolvedora(s)   | Publicadora(s)                 | Ref                     |
| ------------------------------------------------------ | ---- | ------------------------------ | ------------------------------------------------------------------------------------------- | ------------------- | ------------------------------ | ----------------------- |
| Marvel Duel                                            | 2020 | crossover                      | Android, iOS                                                                                | NetEase             | NetEase                        | [ 110 ]                 |
| Marvel's Iron Man VR                                   | 2020 | Homem de Ferro                 | PlayStation 4 (PlayStation VR)                                                              | Camoflauj           | Sony Interactive Entertainment | [ 111 ]                 |
| Marvel's Avengers                                      | 2020 | Vingadores                     | PlayStation 4, Microsoft Windows, Xbox One, Xbox Series X/S, PlayStation 5, Stadia          | Crystal Dynamics    | Square Enix                    | [ 112 ]                 |
| Marvel Realm of Champions                              | 2020 | crossover                      | Android, iOS                                                                                | Kabam               | Kabam                          | [ 113 ]                 |
| Marvel's Spider-Man: Miles Morales                     | 2020 | Homem-Aranha (Miles Morales)   | PlayStation 4, PlayStation 5, Microsoft Windows                                             | Insomniac Games     | Sony Interactive Entertainment | [ 114 ] [ 104 ]         |
| Marvel Future Revolution                               | 2021 | crossover                      | Android, iOS                                                                                | Netmarble Monster   | Netmarble Games                | [ 115 ]                 |
| Marvel's Guardians of the Galaxy                       | 2021 | Guardiões da Galáxia           | PlayStation 4, Microsoft Windows, Xbox One, Xbox Series X/S, PlayStation 5, Nintendo Switch | Eidos-Montréal      | Square Enix                    | [ 116 ]                 |
| Marvel Snap                                            | 2022 | crossover                      | Android, iOS, Microsoft Windows                                                             | Second Dinner       | Nuverse                        | [ 117 ]                 |
| Marvel's Midnight Suns                                 | 2022 | Midnight Sons                  | Microsoft Windows, PlayStation 4, PlayStation 5, Xbox One, Xbox Series X/S, Nintendo Switch | Firaxis Games       | 2K Games                       | [ 118 ]                 |
| Marvel's Spider-Man 2                                  | 2023 | Homem-Aranha                   | PlayStation 5                                                                               | Insomniac Games     | Sony Interactive Entertainment | [ 119 ]                 |
| Marvel vs. Capcom Fighting Collection: Arcade Classics | 2024 | crossover                      | Nintendo Switch, PlayStation 4, Windows, Xbox One                                           | Capcom              | Capcom                         | [ 120 ] [ 121 ] [ 122 ] |
| Marvel Rivals                                          | 2024 | crossover                      | MacOS, PlayStation 5, Windows, Xbox Series X/S                                              | NetEase Games       | NetEase Games                  | [ 123 ]                 |
| Marvel Mystic Mayhem                                   | 2025 | crossover                      | Android, iOS                                                                                | NetEase Games       | NetEase Games                  | [ 124 ]                 |
| Ainda não lançado                                      |      |                                |                                                                                             |                     |                                |                         |
| Marvel Cosmic Invasion                                 | 2025 | crossover                      | Nintendo Switch, Nintendo Switch 2, PlayStation 4, PlayStation 5, Windows, Xbox Series X/S  | Tribute Games       | Dotemu                         | [ 125 ]                 |
| Marvel's Deadpool VR                                   | 2025 | Deadpool                       | Meta Quest 3                                                                                | Twisted Pixel Games | Oculus Studios                 | [ 126 ]                 |
| Marvel 1943: Rise of Hydra                             | 2026 | Capitão América, Pantera Negra | TBA                                                                                         | Skydance New Media  | Skydance New Media             | [ 127 ] [ 128 ]         |
| Marvel Tōkon: Fighting Souls                           | 2026 | crossover                      | PlayStation 5, Windows                                                                      | Arc System Works    | Sony Interactive Entertainment | [ 129 ]                 |
| Marvel's Wolverine                                     | TBA  | Wolverine                      | PlayStation 5                                                                               | Insomniac Games     | Sony Interactive Entertainment | [ 119 ]                 |
| Jogo sem título do Homem de Ferro                      | TBA  | Homem de Ferro                 | TBA                                                                                         | Motive Studios      | Electronic Arts                | [ 130 ] [ 131 ]         |
| Marvel's Blade                                         | TBA  | Blade                          | TBA                                                                                         | Arkane Lyon         | Bethesda Softworks             | [ 132 ]                 |